# 예진황후
예진황후 심씨(睿眞皇后 沈氏, ? ~ ?)는 당나라 제8대 황제 당 대종의 황후로 북주(北周) 상서좌복야(尚書左仆射) 심협(沈勰)의 6세손, 수나라 대리경(大理卿) 심림(沈琳)의 고손녀, 당나라 합주사마(陜州司馬) 심사형(沈士衡)의 증손녀이고, 당나라 장안현령(長安縣令) 심개복(沈介福)의 손녀이며, 당나라 비서감(秘書監) 증 태사(太師) 심역직(沈易直)의 딸이다. 당나라 기주자사(冀州刺史) 심종도(沈從道), 심역종(沈易從)의 조카이다. 당나라 비서소감(秘書少監) 증 태위(太尉) 심진(沈震)의 누나이며, 당나라 태상소경 겸 어사중승(太常少卿 兼 御史中丞) 심방(沈房)의 고모이다.  오흥군 오정현(吳興郡 烏程縣, 지금의 저장성 후저우시) 출신이다.

## 생애

### 당 대종 시절
본명은 심원(沈媛)으로, 당 대종이 광평군왕(廣平郡王) 시절 첩실(妾室)이었고 심진주(沈珍珠)로 불렸다. 741년에 광평군왕의 첩실로 들어가 742년 장남인 당 덕종(唐德宗)을 낳았다.
755년 안록산의 난으로 광평군왕과 헤어지게 되었다. 광평군왕의 할아버지 당 현종(唐玄宗)이 안록산에 쫓겨 도성을 버리고 피난가자 그 틈을 타 756년 광평군왕의 아버지 당 숙종(唐肅宗)이 황제의 자리에 오르고 757년 낙양(洛陽)을 되찾자 심진주와 광평군왕은 재회하게 된다. 758년 광평군왕이 황태자(皇太子)로 책봉되지만 759년 사사명이 다시 낙양을 함락하게 되자 심진주는 행방이 묘연하게 된다. 761년 낙양이 재차 수복되었지만 심진주는 찾지 못한다.
762년 광평군왕이 당나라 제8대 황제 당 대종(唐代宗)으로 즉위하게 되고 당 대종이 황후 자리를 계속 비워두고 심진주를 찾지만 끝내 찾지 못한다. 당 대종이 총애하던 후궁 귀비 독고씨(貴妃 獨孤氏)도 살아 생전에는 황후가 되지 못하고 죽어서야 정의황후(貞懿皇后)로 추존되었을 정도로 장남 당 덕종의 친모 심진주에 대한 애정이 각별했다.

### 당 덕종 시절
당 대종이 승하하고 779년 당 대종과 심진주의 장남 당 덕종이 당나라 제9대 황제로 즉위하자 당 덕종은 자신의 친모 심진주(沈珍珠)를 예정황태후(睿貞皇太后)로 추존하고 아버지에 뒤이어 어머니를 찾아보지만 끝내 찾지 못한다.
가짜 심진주 사건도 여러 번 있었다.
당 덕종은 자신의 외조부 심역직(沈易直)을 태사(太師)에 추증하고, 외숙부 심진(沈震)을 태위(太尉)에 추증한다.

### 당 순종 시절
당 덕종이 승하하고 805년 장남 당 순종(唐順宗)이 당나라 제10대 황제로 즉위하자 역시 자신의 할머니 예정황태후 심진주(睿貞皇太后 沈珍珠)를 찾아보지만 찾지 못한다.

### 당 헌종 시절
당 순종이 병으로 805년 장남 당 헌종(唐憲宗)에게 양위하여 당 헌종이 당나라 제11대 황제로 즉위하자 자신의 증조할머니 예정황태후 심진주를 찾는 것을 중단하고 806년 예진황후(睿眞皇后)로 추존한다. 그리고, 예진황후 심씨(睿眞皇后 沈氏)의 의관묘(가짜묘)를 만들어 당 대종의 원릉(元陵)에 합장한다.

## 가계
- 6대조 : 심협(沈勰) - 북주(北周) 상서좌복야(尚書左仆射), 북주의 제3대 황제 북주 무제 우문옹(北周 武帝 宇文邕, 543년 ~ 578년)의 후비 심황후(沈皇后)의 아버지
- 고조부 : 심림(沈琳) - 수나라 대리경(大理卿)
- 증조부 : 심사형(沈士衡) - 당나라 합주사마(陜州司馬)
  - 조부 : 심개복(沈介福) - 당나라 장안현령(長安縣令)
    - 숙부 : 심종도(沈從道) - 당나라 기주자사(冀州刺史)
    - 숙부 : 심역종(沈易從)
    - 아버지 : 심역직(沈易直) - 당나라 제8대 황제 당 대종(唐代宗)의 국구(國舅), 당나라 비서감(秘書監) 증 태사(太師)
    - 시아버지 : 당나라 제7대 황제 당 숙종(唐肅宗)
      - 남편 : 당나라 제8대 황제 당 대종(唐代宗)
        - 아들 : 당나라 제9대 황제 당 덕종(唐德宗)
        - 며느리 : 소덕황후 왕씨((昭德皇后 王氏)
          - 손자 : 당나라 제10대 황제 당 순종(唐順宗)
          - 손자며느리 : 장헌황후 왕씨(莊憲皇后 王氏)
            - 증손자 : 당나라 제11대 황제 당 헌종(唐憲宗)

      - 남동생 : 심제(沈濟)
        - 조카 : 심화(沈华) - 당나라 전중감(殿中監)
          - 당질 : 심휘(沈翬) - 당나라 제10대 황제 당 순종(唐順宗)의 부마(駙馬), 서하공주(西河公主)의 남편

      - 남동생 : 심진(沈震) - 당나라 비서소감(秘書少監) 증 태위(太尉)
        - 조카 : 심방(沈房) - 당나라 태상소경 겸 어사중승(太常少卿 兼 御史中丞), 금오장군(金吾將軍)

## 같이 보기
- 안사의 난
- 당 숙종
- 당 대종
- 당 덕종
- 당 순종
- 당 헌종
- 심명
- 심휘
- 심의
- 심분